# 섹시 소수
섹시 소수(영어: sexy prime)는 (p, p + 6)가 모두 소수인 쌍(즉, 6씩 차이나는 소수)을 말한다. p+2나 p+4가 소수라면, 세쌍둥이 소수라고 불린다.
섹시 소수(sexy prime)라는 말은 라틴어에서 6을 뜻하는 sex에서 왔다.

## 섹시 소수의 정리

### 두 섹시 소수
이 소수쌍은 온라인 정수열 사전에 있는 500이하의 쌍이다. ( A023201  A046117) :
(5,11), (7,13), (11,17), (13,19), (17,23), (23,29), (31,37), (37,43), (41,47), (47,53), (53,59), (61,67), (67,73), (73,79), (83,89), (97,103), (101,107), (103,109), (107,113), (131,137), (151,157), (157,163), (167,173), (173,179), (191,197), (193,199), (223,229), (227,233), (233,239), (251,257), (257,263), (263,269), (271,277), (277,283), (307,313), (311,317), (331,337), (347,353), (353,359), (367,373), (373,379), (383,389), (433,439), (443,449), (457,463), (461,467).
지금까지 알려진 가장 큰 섹시 소수쌍은 Ken Davis 가 발견한 11593 자리수이다.이 소수는 (p, p+6)
p = (117924851×587502×9001#×(587502×9001#+1)+210)×(587502×9001#−1)/35+5.이다.
9001# 은 primorial기호이다.

### 세 섹시 소수
세 섹시 소수는(p, p + 6, p + 12)가 소수인 쌍을 말한다.( A046118,  A046119,  A046120):
(7,13,19), (17,23,29), (31,37,43), (47,53,59), (67,73,79), (97,103,109), (101,107,113), (151,157,163), (167,173,179), (227,233,239), (257,263,269), (271,277,283), (347,353,359), (367,373,379), (557,563,569), (587,593,599), (607,613,619), (647,653,659), (727,733,739), (941,947,953), (971,977,983), (1117,1123,1129), (1181,1187,1193), (1217,1223,1229), (1277,1283,1289), (1291,1297,1303), (1361,1367,1373), (1427,1433,1439)
지금까지 알려진 가장 큰 세쌍둥이 섹시 소수쌍은 Ken Davis 가 발견한 5132자리 수이다.:
p = (84055657369 · 205881 · 4001# · (205881 · 4001# + 1) + 210) · (205881 · 4001# - 1) / 35 + 1.

### 네 섹시 소수
네 섹시 소수는(p, p + 6, p + 12, p + 18) 이 소수인 것을 말하며, 10진법으로 p의 끝자리는 1이다.(p = 5는 예외). p가 1000이하인 섹시 소수쌍은 다음과 같다. ( A023271,  A046122,  A046123,  A046124):
(5,11,17,23), (11,17,23,29), (41,47,53,59), (61,67,73,79), (251,257,263,269), (601,607,613,619), (641,647,653,659).
지금까지 알려진 가장 큰 네 섹시 소수는 Jens Kruse Andersen 가 발견한 1002 자리수이다.:
p = 411784973 · 2347# + 3301.

### 다섯 섹시 소수
5, 11, 17, 23, 29밖에 없다. 이 중 하나는 5로 나뉘기 때문이다.

## 같이 보기
- 쌍둥이 소수 (2씩 차이나는 한 쌍의 소수)
- 사촌 소수 (4씩 차이나는 한 쌍의 소수)

## 참고
- 에릭 웨인스타인, "Sexy Primes" from MathWorld. Retrieved on 2007-02-28 (requires composite p+18 in a sexy prime triplet, but no other similar restrictions)